# 339

339(삼백삼십구)는 338보다 크고 340보다 작은 자연수다.

## 수학
- 합성수로, 그 약수는 1, 3, 113, 339다. 진약수의 합은 117이므로, 339는 부족수다.
  - 109번째 반소수다. 앞의 반소수는 335, 다음 반소수는 341이다.
- {\displaystyle 339=7^{2}+11^{2}+13^{2}}
  - 연속하는 세 소수(素數)의 제곱합으로 나타낼 수 있으며, 이 성질을 지닌 앞의 수는 195, 다음 수는 579다.
- {\displaystyle 98^{4}-1}은 339로 나누어떨어진다.

## 과학
- NGC 339(영어판): 큰부리새자리 방향에 있는 구상성단.
- 339 도로시어(영어판): 소행성.

## 교통

### 철도
- 수도권 전철 3호선 고속터미널역의 역번호.
- 대구 도시철도 3호선 지산역의 역번호.

### 도로
- 일본 339번 국도: 아오모리현 히로사키시에서 히가시쓰가루군 소토가하마정까지 이어지는 일본의 국도. 계단 구간이 있다.
- 현도 제339호선

## 군사
- U-339(영어판): 제2차 세계 대전에 사용된 나치 독일의 군용 잠수함.

## 문화유산
- 대한민국의 보물 제339호: 서봉총 금관
- 대한민국의 사적 제339호: 전주 경기전

## 기타
- 연도: 339년, 기원전 339년